# Liste der Aussichtstürme im Kanton Obwalden
Die folgende Liste von Aussichtstürmen enthält Bauwerke im Kanton Obwalden, welche über für den Publikumsverkehr zugängliche Aussichtsmöglichkeiten verfügen.
| Bild                        | Name des Turms              | Gemeinde | Baujahr | Gesamthöhe | Plattformhöhe | Bauwerkstyp    | ZoomViewer Panoramabild |
| --------------------------- | --------------------------- | -------- | ------- | ---------- | ------------- | -------------- | ----------------------- |
| Alte Kirche Lungern         | Alte Kirche Lungern         | Lungern  | 1385    | 19 m       | 15 m          | Stein          |                         |
| Bäerenturm                  | Bäerenturm                  | Sarnen   | ?       | 10 m       | 9 m           | Holz           |                         |
| Panoramalift Melchsee-Frutt | Melchsee-Frutt Panoramalift | Kerns    | 2011    | 36 m       | 32 m          | Stahl und Glas |                         |

Siehe auch: Liste von Aussichtstürmen in der Schweiz